# Кастеллі Миколай Григорович
Миколай Григорович Кастеллі (18 століття) - один із перших засновників родини Кастеллі гербу Кастра Белля, що згадується в родовій книзі і документах дворянської комісії в Російській Імперії. 
Народився і проживав на територій Речі Посполитої з початку другої половини 18 століття.  Батько - Грегор Кастеллі (Grzegorz Kastelli), дружина - Сюзанна Савіцька (Zuzanna Sawicka). Мав дітей: 
- Микола Кастеллі (Mikolaj Kastelli) - червоногородський чесник
- Стефан Кастеллі (Степан, Stefan Kastelli) - генерал-майор російської армії
- Флоріян Кастеллі (Florian Kastelli) - порутчик
- Войцех Кастеллі (Wojciech Kastelli) - підпрапорщик
- Костянтин Кастеллі (Konstantyn Kastelli)
- Гелена Кастеллі (Helena Kastelli)

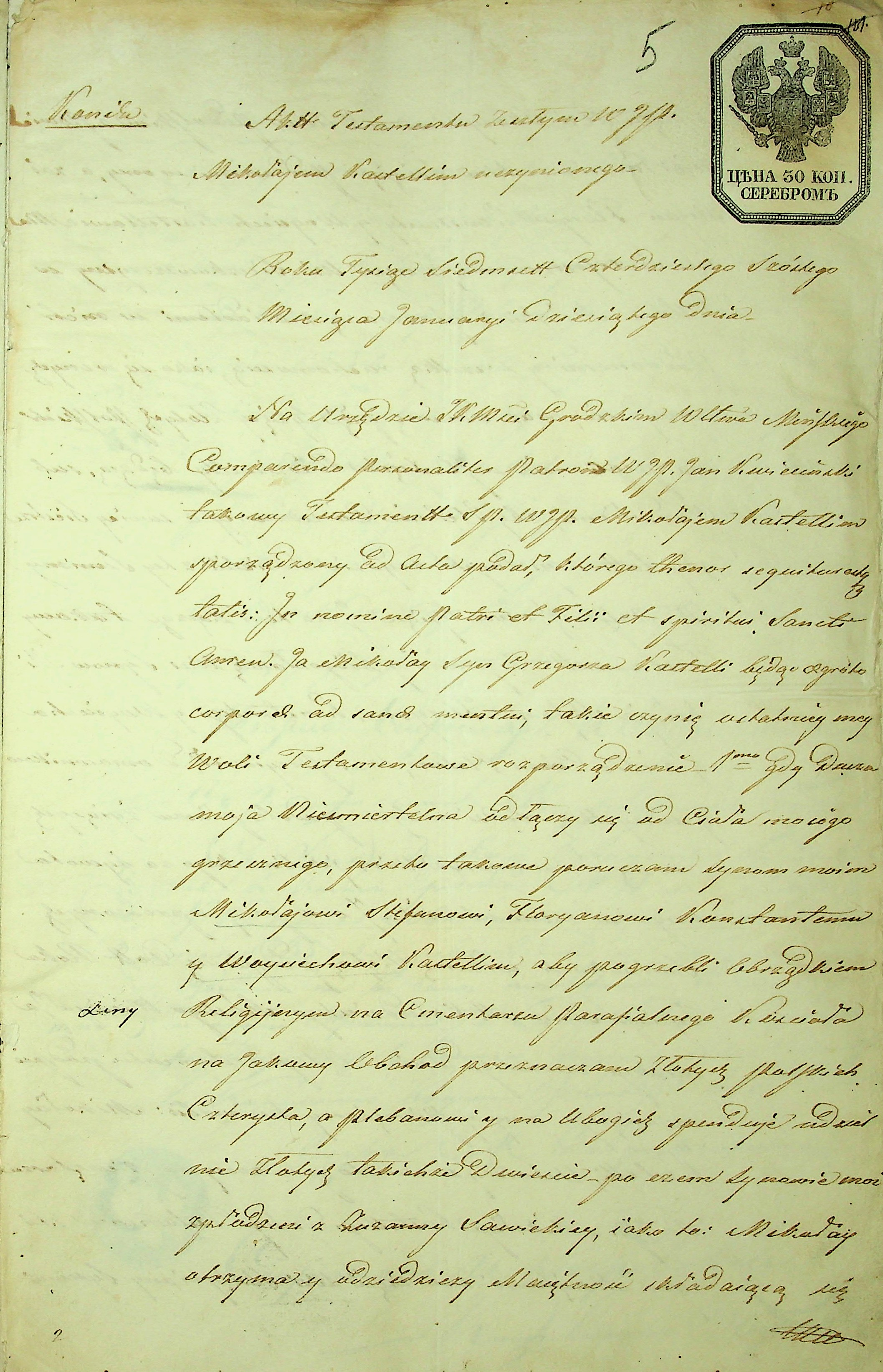

Згідно із заповітом 1746-го року, що зберігся в Державному архіві Київської області, Миколай Григорович залишив у спадок своєму сину Миколаю Миколаєвичу свою частку селища Скотинян (Skatytynierz) Кам'янецького повіту Подільської губернії, а синам Стефану, Флоріяну, Костянтину і Войцеху - частину селища Січківщина (Sieczkowszczyna) в Мінській губернії. Також вони всі отримують 5000 польських злотих. А його дочка Гелена з настанням дорослого віку повинна отримати 2000 польських злотих для своїх синів.